# Simon Mann
Simon Francis Mann (ur. 26 czerwca 1952 w Aldershot w Anglii, zm. 8 maja 2025) – brytyjski najemnik oraz były oficer British Army.
Ojciec Simona Manna, George Mann, był znanym krykiecistą. Matka pochodzi z Południowej Afryki. Po ukończeniu Eton College, trafił do szkoły oficerskiej w Sandhurst, gdzie otrzymał stopień porucznika. Został przyjęty do służby w pułku Scots Guards 16 grudnia 1972 roku. Służył w SAS na Cyprze, w Niemczech, Norwegii oraz Irlandii Północnej. Ze służby odszedł w 1985 roku. Został powołany do wojska z rezerwy w czasie I wojny w Zatoce Perskiej. Po opuszczeniu armii Mann początkowo zaczął pracować w branży bezpieczeństwa teleinformatycznego. Później nawiązał współpracę z brytyjskim przedsiębiorcą Tonym Buckinghamem, działającym w przemyśle naftowym.
W 1996 roku Mann razem z pułkownikiem Timem Spicerem założył prywatną firmę wojskową Sandline International. Firma działała głównie na terenie Angoli oraz Sierra Leone. W 1997 roku otrzymała od rządu Papui-Nowej Gwinei zlecenie stłumienia buntu na wyspie Bougainville’a. Reputacja firmy została nadszarpnięta wskutek Afery Sandline’a.
7 marca 2004 roku Mann wraz z 69 ludźmi został aresztowany na lotnisku w stolicy Zimbabwe, Harare. Wszyscy zostali oskarżeni o zamiar przeprowadzenia zamachu stanu w Gwinei Równikowej oraz o naruszenie krajowych praw odnośnie do imigracji i broni palnej. W tym samym czasie w Gwinei zatrzymano 8 najemników łączonych z planowanym zamachem. Przywódca grupy, Mann, oznajmił, że lecieli do Kongo, aby pracować przy ochronie kopalni diamentów dla JFPI Corporation. W sierpniu 2004 został aresztowany i oskarżony o pomoc spiskowcom Mark Thatcher, syn byłej brytyjskiej premier, Margaret Thatcher. 27 sierpnia 2004 Mann stanął przed sądem w Zimbabwe i został skazany na 7 lat więzienia za próbę nabycia broni w celu przeprowadzenia zamachu stanu – 66 mężczyzn z grupy zostało uniewinnionych. Prezydent Gwinei Równikowej, Teodoro Mbasogo zaoferował prezydentowi Zimbabwe Robertowi Mugabe ropę o wartości 1,5 miliarda dolarów za wydanie zamachowca i 30 stycznia 2008 roku Mann został potajemnie ekstradowany do Malabo w Gwinei Równikowej, gdzie trafił do otoczonego złą sławą więzienia nazywanego „Czarną plażą”. Gwinejski sąd skazał Manna na 34 lata więzienia. Prawą ręką Manna w zamachu był południowoafrykański oficer wojskowy, Nick du Toit, który również został skazany przez sąd w Malabo na 34 lata. Jeden z najemników zmarł w wyniku tortur.
Mann opuszczony przez swych mocodawców zaczął zdradzać ich nazwiska. W więzieniu cieszył się dobrymi warunkami, był traktowany wyjątkowo dobrze. 2 listopada 2009 roku, po odsiedzeniu 15 miesięcy z 34-letniego wyroku, Mann został ułaskawiony przez prezydenta Mbasogo „ze względów humanitarnych”. Powrócił do Anglii 6 listopada.
Prawdopodobną motywacją przeprowadzenia zamachu była chęć przejęcia kontroli nad złożami ropy poprzez zainstalowanie w gwinejskich władzach marionetkowego prezydenta Severo Moto. Pośrednią przyczyną niepowodzenia był brak zachowania tajemnicy przez uczestników operacji, zaś bezpośrednią – przekazanie informacji o zamachu przez wywiad RPA władzom zimbabwiańskim. Jack Straw potwierdził, że rząd brytyjski wiedział o planowanym zamachu na co najmniej 5 tygodni przed aresztowaniem grupy najemników w marcu 2004 roku.
W 2008 roku, w pierwszym wywiadzie przeprowadzonym po aresztowaniu Mann wyznał, że był przywódcą i organizatorem niedoszłego zamachu, lecz nie zleceniodawcą. Po powrocie do kraju wezwał do pociągnięcia do odpowiedzialności Marka Thatchera oraz libańskiego przedsiębiorcy naftowego Eliego Kalila, którzy mieli zlecić i współfinansować nieudany zamach. Obaj zaprzeczyli oskarżeniom Manna. Wśród spiskowców mieli również być David Hart, były doradca Margaret Thatcher, oraz polityk i pisarz Jeffrey Archer.
W 2010 roku brytyjskie media ujawniły, że Mann został zatrudniony jako doradca Mbasogo – gwinejskiego prezydenta, którego parę lat wcześniej miał obalić.
Mann był trzykrotnie żonaty i miał troje dzieci. O swoich doświadczeniach napisał książkę pt. Cry Havoc.